# Денисов, Александр Сергеевич
Александр Сергеевич Денисов (3 июля 1949) — российский учёный, специалист в области изучения систем обеспечения работоспособности автомобилей на основе закономерностей изменения их технического состояния; педагог Института Машиностроения, Материаловедения и Транспорта Саратовского государственного Технического Университета им. Гагарина. Доктор технических наук (1999). Профессор (2000).

## Биография
Александр Денисов родился 3 июля 1949 года.
В 1972 году окончил Саратовский политехнический институт. С этого же времени стал работать в этом институте.
В 1975 году защитил диссертацию на соискание учёной степени кандидата технических наук. В 1999 году защитил диссертацию на соискание учёной степени доктора технических наук. Звание профессор ему присуждено в 2000 году.
С 1998 года работал заведующим кафедрой «Автомобили и автомобильное хозяйство» Саратовского государственного технического университета. Является автором создания научной школы по формированию эксплуатационо-ремонтных циклов автомобилей и других машин. Принимал участие в создании научной школы кафедры «Автомобили и автомобильное хозяйство». Является активным общественным деятелем. Член Совета автомеханического факультета и член научно-технического совета «Саратовтрансавто». Академик Российской академии транспорта.
Опубликовал более 360 научных работ из них 8 книг и монографий, 8 учебных пособий, 16 патентов, имеет 102 статьи в центральной печати. Участник многих научных сессий, конференций, конгрессов. С его участием были подготовлены и успешно защищены 3 докторские и 17 кандидатских диссертаций.

## Награды
- «Почетный работник транспорта России».
- «Почетный работник высшего профессионального образования России».
- почётные грамоты и благодарственные письма.

### Монографии
- А.С.Денисов. Теоретические основы автосервиса : Методы формирования норматив. базы : Учеб. пособие для студентов специальностей 150200, 230100, 240100, 240400, 060813. — Саратов, 2003. — 75 с. — ISBN 5-7433-1210-9.
- А.С.Денисов, А.Т.Кулаков. Обеспечение надёжности автотракторных двигателей. — Саратов, 2007. — 416 с. — ISBN 5-7433-1784-4.
- А.Т.Кулаков, А.С.Денисов, А.А.Макушин. Особенности конструкции, эксплуатации, обслуживания и ремонта силовых агрегатов грузовых автомобилей. — Москва: Инфра-Инженерия, 2013. — 445 с. — ISBN 978-5-9729-0065-7.
- А.С.Денисов. Основы работоспособности технических систем. — Саратов, 2014. — 310 с. — ISBN 978-5-7433-2735-5.
- А.С.Денисов, А.Р.Асоян, Ю.В.Родионов. Обеспечение работоспособности автомобильных двигателей совершенствованием восстановительных технологий: монография. — Пенза: Изд-во ПГУАС, 2015. — 247 с. — ISBN 978-5-9282-1314-5.

### Научные статьи
- Денисов А. С., Феклин Е. В., Красникова Д. А., Горшенина Е. Ю.. Оценка значимости городского пассажирского транспорта в решении проблем урбанизации. // Научное обозрение. 2017. Вып. № 22. № 22. С. 46-49.
- Денисов А. С., Кожинская А. В.. Требования к диагностическим параметрам работающего масла автомобильных дизелей. // Техническое регулирование в транспортном строительстве. 2018. Вып. № 2 (28). № 2 (28). С. 3-8.
- Денисов А. С., Асоян А. Р., Глушкова Ю. О., Пахомова А. В.. Троллейбус с динамической подзарядкой — альтернатива городскому автобусу в агломерациях. // Техническое регулирование в транспортном строительстве. 2018. Вып. № 1 (27). № 1 (27). С. 80-85.
- Денисов А. С., Сычев А. М., Носов А. О., Биниязов А. М., Платонов В. В.. Математическое моделирование работы регулятора уровня масла в картере автотракторного двигателя. // Научное обозрение. 2016. Вып. № 23. № 23. С. 47-56.
- Денисов А. С., Басков В. Н., Носов А. О.. Изменение состояния масла в процессе эксплуатации дизеля. // Научное обозрение. 2016. Вып. № 23. № 23. С. 9-19.

### Доклады
- Денисов А. С.. «Виброакустическая дефектовка». В рамках научной конференции «Актуальные вопросы организации автомобильных перевозок, безопасности движения и эксплуатации транспортных средств».
- Денисов А. С.. «Особенности обеспечения связи микроконтроллера прибора для диагностирования дизельных двигателей с компьютером». I Международная научно-практическая конференция «Вопросы современной науки: проблемы, тенденции и перспективы». 2015. Таганрог.
- Денисов А. С.. «Обоснование комплексной оценки технического состояния ДВС». Проблемы технической эксплуатации и автосервиса подвиженого состава автомобильного транспорта. 73 науч.-метод. И науч.-исслед. Конф. МАДИ. Московский автомобильно-дорожный гос. ун-т. 2015. Москва.